# Gytha Thorkelsdóttir

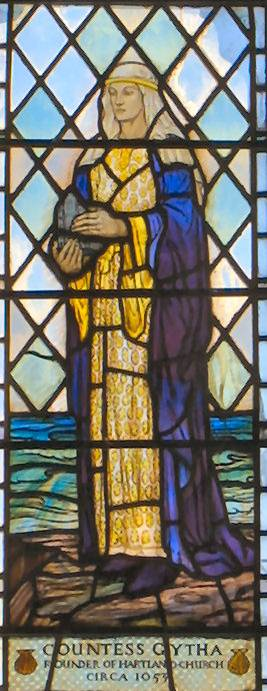
Gytha Thorkelsdóttir

Gytha Thorkelsdóttir (Angelsaksisch: Gȳða Þorkelsdōttir) (ca. 997 - na 1069), ook wel Githa, was de dochter van Thorgil Sprakling (ook wel Thorkel genoemd). Zij trad in 1019 in het huwelijk met de Angelsaksische edelman Godwin van Wessex. 
Samen kregen zij zeker negen kinderen, van wie vijf zonen op enig moment earl (graaf) zouden worden. In 1066 waren drie van haar zonen earl van een graafschap. 
1. Sweyn Godwinson, earl van Herefordshire (ca. 1020 - 1052); op enig moment beweerde hij een buitenechtelijke zoon van Knoet de Grote te zijn, maar deze bewering wordt als vals beschouwd
2. Harold II van Engeland (ca. 1022 - 14 oktober 1066)
3. Edith van Wessex (ca. 1025 - 19 december 1075), echtgenote van koning Eduard de Belijder
4. Tostig Godwinson earl van Northumbria (ca. 1026 - 25 september 1066)
5. Gyrth Godwinson (ca. 1030 - 14 oktober 1066)
6. Gunhilda van Wessex, een non (ca. 1036-1087)
7. Leofwine Godwinson, earl van Kent (ca. 1035 - 14 oktober 1066)
8. Ælfgifu van Wessex (ca. 1035)
9. Wulfnoth Godwinson (ca. 1040–1094)

Het jaar 1066 moet voor Gytha een traumatisch jaar zijn geweest. Eerst stonden op 25 september twee van haar zonen, Harold en Tostig, tegenover elkaar in de Slag bij Stamford Bridge, waar Tostig werd gedood. Minder dan een maand later, op 14 oktober werden op één dag drie van haar zonen, Harold, Gyrth en Leofwine, tijdens de Slag bij Hastings gedood.
Kort na de slag bij Hastings verbleef Gytha in Exeter. Zij kan er de oorzaak van zijn geweest dat deze stad in 1067 in opstand kwam tegen Willem de Veroveraar, wat resulteerde in een Normandisch beleg van Exeter. Gytha pleitte er tevergeefs bij Willem de Veroveraar voor om haar het stoffelijk overschot van haar overleden zoon, koning Harold, te overhandigen. Volgens de Angelsaksische kroniek verliet Gytha Engeland na de Normandische verovering, samen met de vrouwen en weduwen van andere prominente Angelsaksen, dit nadat alle bezittingen van het geslacht Godwin in beslag waren genomen door Willem de Veroveraar. Over haar verdere leven is niets bekend. Waarschijnlijk emigreerde zij naar Scandinavië (net zoals haar kleindochter en naamgenote), waar zij familie had.
Haar overlevende (en jongste) zoon, Wulfnoth, bevond zich bijna zijn gehele leven in Normandische gevangenschap. Pas na de dood van Willem de Veroveraar in 1087 werd hij vrijgelaten. Alleen haar oudste dochter, koningin Edith (gestorven 1075), was als weduwe van Edward de Belijder, zij het nominaal, nog in het bezit van enige macht.

## Voetnoten
1. ↑   Latere stambomen maken Thorgil de zoon van de onterfde Zweedse vorst Styrbjörn Starke (een zoon van de half-mythische koning Olaf I van Zweden), de veroveraar van Jomsborg, en Tyra, een dochter van Harold Blauwtand, koning van Noorwegen en Denemarken. Men veronderstelt dat deze afstamming van de oude Zweedse en Deense koninklijke huizen een latere uitvinding is geweest om haar broer, de stamvader van latere Deense koningen, meer koninklijke allure te geven.